# کون متسماکرس
کون متسماکرس (هلندی: Koen Metsemakers؛ زادهٔ ۳۰ آوریل ۱۹۹۲) قایقران روئینگ اهل هلند است.
وی در مسابقات کشوری و بین‌المللی در مجموع برندهٔ ۳ مدال طلا شده‌است.